# Mizaga
Mizaga là một chi nhện trong họ Dictynidae.